# Ilias Tsirimokos
Ilias Tsirimokos (Grieks: Ηλίας Τσιριμώκος; Lamia, 1907 – Athene, 14 juli 1968) was een Grieks politicus en premier van Griekenland van 20 augustus tot 17 september 1965.
In 1936 werd hij verkozen in het parlement. Tijdens de Nazi-bezetting van Griekenland in de Tweede Wereldoorlog (1940-1944) was hij actief in het Verzet. In 1963 werd hij parlementsvoorzitter en in 1965 minister van Binnenlandse Zaken. In datzelfde jaar vormde op vraag van koning Constantijn II een regering en werd hij premier. Nog geen maand later viel de regering al door een motie van wantrouwen in het parlement. In de volgende regering van Stefanos Stefanopoulos werd hij minister van Buitenlandse Zaken (1965-1966).
- Gemeinsame Normdatei: 1045596663
- International Standard Name Identifier: 0000 0000 2172 9993
- Library of Congress Control Number: n79000153
- Nederlandse Thesaurus van Auteursnamen: 131585967
- Système universitaire de documentation: 260280259
- Virtual International Authority File: 65272263
- WorldCat: E39PBJhX3TJJ3dfgMKhpxThj4q